# Zuger Kirschtorte

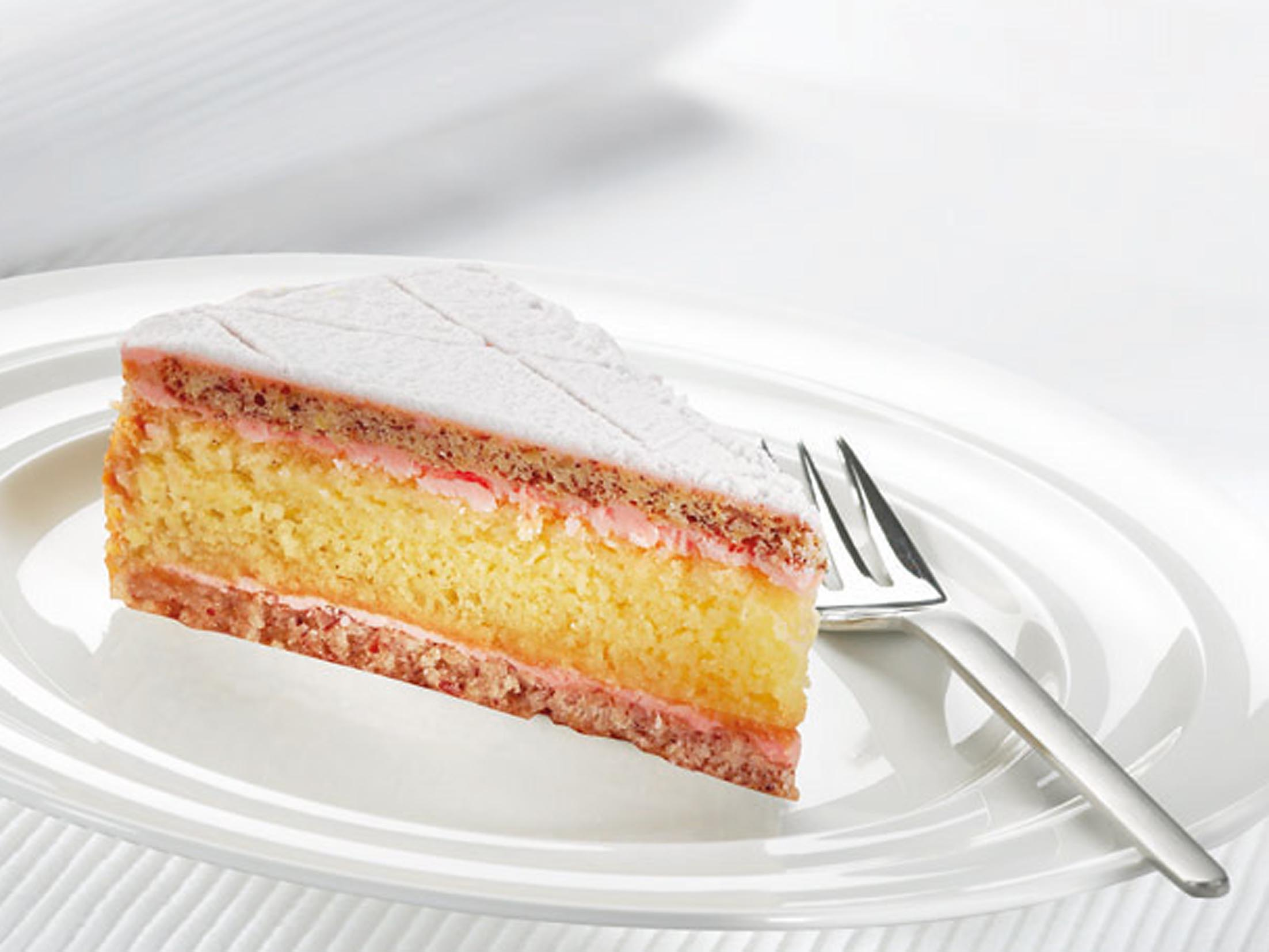
Zuger Kirschtorte.

Zuger Kirschtorte eller Kirschtårta från Zug är en alkoholhaltig tårta med ursprung i Zug i Schweiz. Huvudingredienserna är sockerkaksbottnar (i Schweiz kallad biscuit), hasselnötsmaräng (japonais), kirschwasser och smörkräm.

## Tårtan

### Tillverkning
Tillverkningsprocessen är krävande: En japonaisbotten bestryks med smörkräm. En sockerkaksbottnen läggs ovanpå, dränks med Kirschlikör och bestryks sedan med smörkräm innan ett japonaislock läggs på. Lock och kant bestryks med ännu ett lager smörkräm. Kanten täcks av flagad mandel eller marängkross medan locket dekoreras med florsocker och  ett rombmönster. En huvudsvårighet är att få smörkrämen att hålla ihop delarna och kvar kirschlikören.

### Smak och konsistens
Tårtan skall hålla samman och gärna vara krispig. Kirschwasser är en viktig ingrediens: Vid en provsmakning beskrevs upplevelsen med mycket god kirschsmak. Om lägre värderade produkter kan det heta, knappast indränkt. Kirschsmaken skall balanseras av smörkrämen. 

## Historia

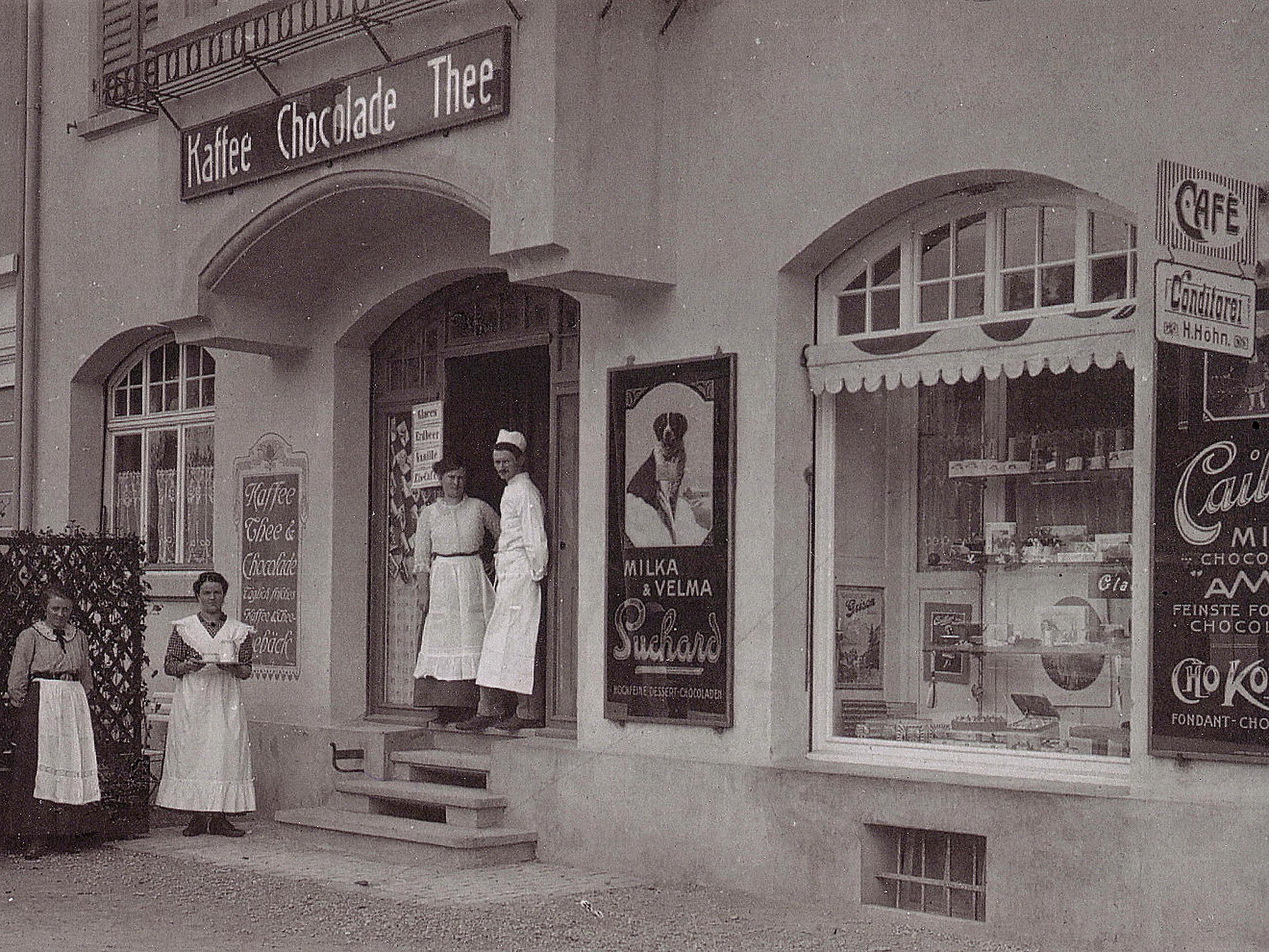
Heinrich Höhn framför sitt bageri

Runt Zug finns stora körsbärsodlingar och redan under 1700-talet var Zugs kirschwasser känt utomlands. År 1870 grundades ett Kirschwassergesellschaft för att främja kvalitet och export. Konditorn Heinrich Höhn i Zug utvecklade tårtan från 1915 som efterrätt i lokala hotell och restauranger och 1922 registrerade han varumärket. Även rombmönstret på ovansidan uppkom vid denna tid. De första åren användes kirsch mest som smaktillsats men senare har mängden ökat. Tårtan premierades internationellt under mellankrigstiden. 

## Idag
Rätten till det ursprungliga varumärket innehas numera av efterföljaren, Konditori Treichler i Zug. Man uppskattar att Zugs olika konditorier producerar 260 000 tårtor om året.

### Zuger Kirschtorte IGP
Beteckningen "Zuger Kirschtorte IGP" är skyddad sedan mars 2015. Bland anfordringarna ingår:
- Rund form med en diameter av minst 8 centimeter och höjd av högst 45 millimeter
- Tillverkning i kantonen Zug
- Kirschvatten är av typerna Zuger Kirsch eller Rigi Kirsch. Alkoholhalten är minst fyra viktprocent.[5]

## Tårtor med liknande ingredienser
- Den i Schweiz förekommande Kirschgräddtårtan Rahmkirschtorte innehåller grädde och verkar ofta sötare.
- Hasselnötstårtan Solothurner Torte som också tillkom på 1910-talet, har en uppbyggnad liknande Zuger Kirschtorte, men innehåller inte alkohol.[6]